# Behshahr (shahrestan)
Behshahr (persiska: شهرستان بهشهر, Shahrestān-e Behshahr, بهشهر) är en delprovins (shahrestan) i Iran.   Den ligger i provinsen Mazandaran, i den norra delen av landet, 230 km nordost om huvudstaden Teheran.
Delprovinsen hade 168 769 invånare 2016.